# 幽☆遊☆白書
『幽☆遊☆白書』（ゆうゆうはくしょ）は、冨樫義博による日本の漫画。全19巻。

## 概要
主人公の浦飯幽助とその仲間たちの活躍を描く冒険活劇。主人公が死亡するところから物語が始まり、生き返る試練を受けることになる。
『週刊少年ジャンプ』（集英社）にて、1990年51号から1994年32号にかけて連載された（全175話+外伝1話）。1993年、第39回小学館漫画賞受賞。また、1992年から1995年までフジテレビ系列にて放送されたテレビアニメは高視聴率を記録した。通称は、冨樫含む「幽白（ゆうはく）」、原作漫画側が他に「幽遊」など。
ジャンプコミックス以外の話数カウントは「act.-」。2020年12月時点でコミックス累計発行部数は5000万部を突破している。
登場人物では蔵馬と飛影が女性読者から高い人気を博した。これは本作品の読者人気における語り草であり、週刊少年ジャンプ編集部が公認した番組の企画で紹介された他、作者本人も「（二人が）今の主人公です」と茶化したことがある。
2019年5月9日には舞台化が発表された。
2020年12月16日、Netflixでの実写シリーズ化を発表。2023年12月、世界190か国に向けて配信された。
公開3日目でNetflixが展開する世界ランキングで2位となった。

## 連載

### タイトル
連載会議時は「ユーレイ入門（仮）」のタイトルで提出。その後連載が決定し正式にタイトルを考える。いずれ妖怪と対決することも考慮して『西遊記』をもじった『幽☆遊☆記（ゆうゆうき）』を提案したが、同時期に連載が開始された漫☆画太郎作『珍遊記（ちんゆうき）』とタイトルがかぶり、考え直すことに。その後、『幽☆遊☆』以降の単語として最初に思いついたのが『白書』であったため『幽☆遊☆白書』となる。『幽☆遊☆伝』や『幽☆遊☆物語』でも良かったらしい。

### 連載終了の経緯
連載終了について、作者の冨樫は理由を「かねてからの自身の持病悪化、これ以上、出版社（集英社）に無理やり従って連載を続けても、同じことを、読者が飽きるまで繰り返すだけになるために、半ば私のわがままで止めた」と述べている。この思いは143話（残32話）掲載時には既に連載終了が決定済み、原稿が1話完成する度にカレンダーに×（バツ）をつけるほど強かった。
ジャンプ・コミックス7巻、完全版6巻、文庫版5巻、ジャンプリミックス3巻に収録されている外伝「TWO SHOTS」は、編集部から無理やり描かされたもので、原稿は下描きなしの一発勝負、あまりの腹立たしさにアシスタントも雇わなかったという。
連載終了後に冨樫が出した同人漫画『12人のおびえる者たち』では、浦飯幽助が新庄陽平、その他主要人物も役者が演じていた劇中劇であったことが描かれている。冨樫は山形県新庄市出身である。連載終了後、山形県が舞台の漫画『レベルE』を『週刊少年ジャンプ』に商業連載した。

## あらすじ
主人公の浦飯幽助が交通事故死するところから始まり、様々な出来事を経て生き返る。そして、霊界探偵として活動する。以下に大まかな分類を示す。★は公式名がないため、便宜的に名づけたもの。また、☆はジャンプリミックス版でのみ使用されている。
1. 霊界死闘編[19][20][注 4]（act.1〜17）☆
主人公の浦飯幽助は、車に轢かれそうになっていた子供を助けたが、死んでしまう。しかし、幽助の死は霊界にとって予想外の出来事であったため、幽助は生き返るための試練を受けることになり、霊界案内人のぼたんと共に霊体として幾つかの事件を解決する。
2. 霊界探偵編（act.18〜51）
予定よりも早く生き返ることができた幽助は、ぼたんと共に妖怪が人間界で起こす悪事を取り締まる霊界探偵として働き始める。その中で、幽助は霊感の強い同級生桑原和真、当初は敵だった妖怪蔵馬と飛影らと共に戦うことになる。
3. 暗黒武術会編（戸愚呂兄弟編）（act.52〜112）
闇世界のビッグイベントである妖怪たちの死闘「暗黒武術会」のゲストに浦飯幽助・桑原和真・蔵馬・飛影が選ばれた。彼らに拒否権は無く、生き残るためには勝つしか無い。彼らは暗黒武術会会場「首縊島」へと向かう。
4. 魔界の扉編（仙水編）（act.113〜153）
蟲寄市近辺で特殊な能力を持つ人間が出現する事件が次々と起こる。それらは魔界と人間界を繋ぐ界境トンネルが開く予兆であった。界境トンネルを完全に開き、人類抹殺を企む元霊界探偵・仙水忍。その計画を阻止するため、仙水に協力する能力者たちと、幽助たちは死闘を繰り広げる。
5. 魔界統一トーナメント編（魔界編）（act.154〜170）
仙水との戦闘で、妖怪の血を受け継ぐ者（魔族）であることが発覚した幽助は、先祖の雷禅の誘いに乗って魔界へ向かう。雷禅の死後、幽助は魔界の王を決めるトーナメントを開催する。
6. それぞれの未来（act.171〜175）★
魔界から帰ってきた幽助は探偵業を再開。それぞれの日常を描き、物語は終結する。
7. TWO SHOTS
蔵馬と飛影が初めて出会った時（幽助と対面する1年前）を描いた短編。

## 舞台設定
桑原や幻海などの人間が住む人間界、蔵馬や飛影たち妖怪が住む魔界、コエンマやぼたんたちが住み、人間が死後に行くことになる霊界と、3つの世界から成り立っている。アニメ劇場版第2作では、冥界も存在していたことが明かされる。
人間界
その名のとおり人間が住む世界。魔界や霊界の存在は一般人にまったく知られていないが、まれに、幻海や仙水といった強力な霊力を持つ者が現れる。そうした人間は、霊界側から接触を受け、協力者として妖怪と戦うこともある。
人間界と魔界は普段は隔絶しており、自由に行き来することはできないが、時折小さい穴が空き、そこから妖怪が入り込むこともある。そのような人間界への不法侵入者を退治し、霊界に引き渡すのが幽助の霊界探偵としての仕事だった。ただし、数百年前は人間界と魔界には垣根がなく、人間界に妖怪が普通に出入りしていた。当時はS級妖怪も人間界に出入りしており、アニメ版では全盛期の雷禅が人間によって手負いとなり幽助の遺伝上の母のもとに逃げ込むという描写があるなど、その当時はS級妖怪をも凌ぐ人間が存在していたことが窺える。
魔界
妖怪が住む世界。世界全体が障気で満たされており、普通の人間であれば魔界の空気を少し吸っただけで死に至るが、即死せず、肺を浄化してもらえば助かる。とてつもなく広大な世界で、無限に続く地下ビルのような構造になっており霊界が管理・把握できているのは地下1階の半分だけである。地下深くになる程強力な妖怪が多くなる。
住む妖怪は、その強さによって、弱い順からE級からS級に分けられているが、これはあくまで霊界が定めた基準であり、S級妖怪は「霊界が手出しできない強さ」というだけにすぎず、実際にはS級とされる妖怪でも、強さはピンからキリまである。そうした手の付けられない妖怪が間違っても人間界に入り込まないよう、霊界が次元のトンネルに結界を張って封じ込めているが、結界は巨大な網のような仕組みになっておりA級以上の妖気にしか反応しない。B級とC級は結界の隙間から侵入でき、D級以下の妖怪は素通りできる。
S級以外は明確な基準が出てきてはいないが、A級以上の妖怪は魔族大隔世を行うことができ（A級以上の必須条件かどうかは不明）、ある宗教の神や神話の悪魔と呼ばれている者もいる。また、B級以上を境に高い知性と理性を持った妖怪が多くなるとのこと。
左京たちの台詞から、人間界の通貨も使用可能（もしくは魔界の通貨と両替可能）らしいが、物価の差は凄まじいらしく8000兆円という金額でも魔界では都庁すら建てられないとのこと。
霊界
人間が死後に向かう世界。閻魔大王を頂点として、人間の天国・地獄行きを決定し、人間界を妖怪から守っている。閻魔大王が多忙な際は、息子のコエンマが人間の審判を代行するが、実は彼ら霊界の住人にも、人間の魂が最後にどうなるのかは把握できていない。
死後の魂を管理する役割の他に、「人間界で悪事を働く妖怪を管理・捕縛し人間界を護る」役割も担っているとされてきたが、魔界統一トーナメント編の終盤に、それらは人間に対する親切心や世界のバランスを護るなどの大義のためではなく魔界との領土問題にすぎず、実際、人間界で妖怪が働く悪事の件数を水増しして霊界の行為の正当性を強調するなどの工作をしていたことが語られる。これらの行為の首謀者であったエンマ大王は、記録の改ざん後などからこれらの行為に気づいたコエンマによって告発・罷免され、魔界側からも融和政策が打ち出されたことも重なって、魔界トーナメント終了後、工作行為は無くなった。
生きたままの状態で霊界に行く場合、霊魂を分離させる必要がある。テレビアニメ版では、その設定は描かれず、肉体を持ったままで行き来が可能。

## 用語

### エネルギー
霊気、霊力（れいき、れいりょく）
人間や霊界の住人が戦闘などに使用するエネルギー。基本的に妖怪が使用することはないが、作中ではごく一部で妖気に対して「霊気」と表現していることがある。ただし、アニメでは魔族に覚醒した幽助が魔界統一トーナメントの黄泉戦で霊気と妖気を混合した霊丸を放ったことから、霊気と妖気は同一のエネルギーではない。霊気を使い果たすと当然、霊気を使用する技は使用できなくなるが、生命力を代替エネルギーとすることができる。しかし、これは使用者の命を削る危険な行為である。
妖気、妖力（ようき、ようりょく）
妖怪が持つ戦闘などに使用するエネルギー。放出する妖力が強力であればあるほど、弱い妖怪は放出されたその気を浴びただけで消滅してしまう。
聖光気（せいこうき）
仙水が修得した霊気でも妖気でもない光輝く黄金の闘気。どのような方法かは不明だが、霊力を極限にまで高めた者のみが得られるとされる「聖なる闘気」で、10年前にはまだ修得しておらず、姿を眩ました僅か10年で修得した模様。コエンマによれば、霊光波動拳継承者の幻海ですら修得が叶わなかったという凄まじい闘気で、五分ほどの力で大地に影響を与えてしまう。
なお、アニメ版での黄泉戦において、幽助は聖光気に酷似した黄金のオーラを発動したが、別物とされる。

### 技・術
浦飯幽助、桑原和真、蔵馬、飛影、幻海の技はそれぞれを参照のこと。

### その他

#### 暗黒武術会（あんこくぶじゅつかい）

ベスト8組み合わせと試合結果

首縊島で行われる格闘大会。裏社会で富を得た人間が5人の妖怪を率いて互いに強さを競わせるもので1チームだけは裏社会の人間が任意に選んだ選手（主に裏社会の人間にとって不都合な人間）で構成された5人を「ゲストチーム」として強制的に大会に送り込ませることができる。尚、ゲストに拒否権はなく、断った場合は問答無用で始末される。
BBCも深く関与しており、各チームのオーナーにはBBCのメンバーが多く存在する。オーナーの人間は賭け金と優勝賞金（大会収益金の約45%）を、妖怪は格闘技戦の建前で人間界で力を開放させ発散し合う好機、ゲストチームは参加拒否による死との照らし合わせに大会に参加する。優勝チームは好きな願いを叶えられる。
妖怪のための大会のため、観客側は人間の時点で原則入場不可能。霊界は人間界での妖怪による暴力行為防止のためのストレス発散の場として黙認しているが、事前に悪業歴のある妖怪には島への入島制限を敷いている。
リングアウトやリング内でのダウンによる10カウント経過、相手選手死亡（判定上は戦闘不能）で勝利となる。対戦形式は星取り戦、勝ち抜き戦、総力戦、サイコロの出目によるランダムバトルなど双方のチームの合意で決められる。道具使用は可能。ロボットの参加は不可。決勝戦は死亡者が出ていない限り、開始時点で5人全員を揃えなければならない。1人補欠要員を用意でき、死者が出た時に埋めることが可能。
ゲストチームが浦飯チームの今大会においては、準決勝以降は屋根付きの暗黒ドーム（名称はアニメ版）で行われ、浦飯チームと戸愚呂チームの決勝戦の末、左京の手で自爆させられる。

#### 魔界統一トーナメント（まかいとういつトーナメント）
雷禅、軀、黄泉により500年続いていた魔界三大勢力の三竦みが雷禅の死去により解かれた中、雷禅の遺志を継いだ浦飯幽助が黄泉の治める癌陀羅へ挨拶に行った際に提案した「ただのケンカ」。当初は軀、黄泉共に勢力を開放し、ただのケンカが起こると思われていたが、抽選場所は黄泉の治める癌陀羅となり、事実上黄泉勢力が保持され、大会まで93日時点での参加者は浦飯幽助側5名、軀側79名、黄泉側23名の計107名と、黄泉勢力管理下に大会が開催されることになった。
また、雷禅勢力側も雷禅勢力No.2北神たちによる浦飯幽助への黄泉に対する忠告や浦飯幽助を勝利者にさせるための事前確認が行われるなど、ただのケンカがしたかった浦飯幽助には不満足な状態にあった。しかし雷禅の旧友たちが浦飯幽助と合流し眠らせていた力を開放し合うと、残る二大勢力は互いに勢力を開放し、1人の選手として出場し合うことを宣言、最終的には6272名が参加、当初企画どおり「ただのケンカ」として無事開催されることになった。
本選の参加者は128名。開会式では企画者浦飯幽助により、「死者は出て欲しくない、自分は優勝者にはなれないかもしれない、今後も定期的に行われる大会として続けていこう」と開会の挨拶が行われた。予選の浦飯幽助戦では各妖怪を一殴りにリングから追い出し場外認定による勝利となった。暗黒武術会決勝戦浦飯幽助対戸愚呂（弟）戦のようなリングを破壊しての場外戦が起きたかどうかは不明。時間無制限で浦飯幽助対黄泉戦では、黄泉が視覚に障害を持つ中で60時間戦い抜いて勝利した。優勝者は魔界の統治者になることができる。第1回目の優勝者は雷禅旧友の煙鬼。

## 書誌情報

### 単行本
冨樫義博 『幽☆遊☆白書』 集英社〈ジャンプ・コミックス〉、全19巻
| 巻数 | サブタイトル                 | 初版発行日（発売日）      | ISBN          |
| ---- | ---------------------------- | ------------------------- | ------------- |
| 1    | さよなら現世!!の巻           | 1991年4月15日（4月10日）  | 4-08-871273-0 |
| 2    | 黄金（きん）色のめざめ!!の巻 | 1991年6月15日（6月10日）  | 4-08-871274-9 |
| 3    | 魔性の森!!の巻               | 1991年9月15日（9月10日）  | 4-08-871275-7 |
| 4    | 妖魔街からの挑戦状!!の巻     | 1991年11月15日（11月8日） | 4-08-871276-5 |
| 5    | 心をひとつに！の巻           | 1992年3月15日（3月10日）  | 4-08-871277-3 |
| 6    | 暗黒武術会開幕!!の巻         | 1992年6月15日（6月10日）  | 4-08-871278-1 |
| 7    | ナイフエッジ･デスマッチの巻  | 1992年8月9日（8月4日）    | 4-08-871279-X |
| 8    | 霊丸を超えろ!!の巻           | 1992年10月7日（10月2日）  | 4-08-871280-3 |
| 9    | 最大の試練!!の巻             | 1992年12月7日（12月2日）  | 4-08-871515-2 |
| 10   | 許せない!!の巻               | 1993年2月9日（2月4日）    | 4-08-871516-0 |
| 11   | 喰うか喰われるか!!の巻       | 1993年4月7日（4月2日）    | 4-08-871517-9 |
| 12   | 決定戦開始!!の巻             | 1993年6月9日（6月4日）    | 4-08-871518-7 |
| 13   | 遺志を継ぐ奴等（もの）!!の巻 | 1993年8月9日（8月4日）    | 4-08-871519-5 |
| 14   | 血塗られた過去!!の巻         | 1993年10月9日（10月4日）  | 4-08-871520-9 |
| 15   | 瀬戸際の対峙!!の巻           | 1993年12月7日（12月2日）  | 4-08-871521-7 |
| 16   | 魔界への突入!!の巻           | 1994年3月9日（3月4日）    | 4-08-871522-5 |
| 17   | それぞれの決心!!の巻         | 1994年6月8日（6月3日）    | 4-08-871523-3 |
| 18   | 魔界統一トーナメント         | 1994年9月7日（9月2日）    | 4-08-871524-1 |
| 19   | それから…                    | 1994年12月7日（12月2日）  | 4-08-871525-X |

### 完全版
2004年8月から2005年3月にかけて全15巻が毎月2冊ずつ（最終月のみ1冊）刊行。また完全版刊行に合わせて、『幽☆遊☆白書』初となるキャラクターブック、『幽☆遊☆白書』および冨樫義博初となる画集（A4判）も発売された。この出来事を、冨樫は全く予想していなかったどころか、最終巻（19巻）の表紙が『幽☆遊☆白書』連載時最後の仕事で、「もうこいつら（幽助、桑原、蔵馬、飛影）に色塗ることもないだろう」と思いながら描き下ろしていたと語る。
| 巻数 | 発売日        | ISBN          |
| ---- | ------------- | ------------- |
| 1    | 2004年8月4日  | 4-08-873710-5 |
| 2    | 2004年8月4日  | 4-08-873711-3 |
| 3    | 2004年9月3日  | 4-08-873712-1 |
| 4    | 2004年9月3日  | 4-08-873713-X |
| 5    | 2004年10月4日 | 4-08-873714-8 |
| 6    | 2004年10月4日 | 4-08-873715-6 |
| 7    | 2004年11月4日 | 4-08-873716-4 |
| 8    | 2004年11月4日 | 4-08-873717-2 |
| 9    | 2004年12月3日 | 4-08-873718-0 |
| 10   | 2004年12月3日 | 4-08-873719-9 |
| 11   | 2005年1月5日  | 4-08-873720-2 |
| 12   | 2005年1月5日  | 4-08-873721-0 |
| 13   | 2005年2月4日  | 4-08-873722-9 |
| 14   | 2005年2月4日  | 4-08-873723-7 |
| 15   | 2005年3月4日  | 4-08-873724-5 |

### 文庫版
集英社文庫より2010年11月から毎月1巻ずつ、全12巻が刊行された。1巻で原作者冨樫義博による刊行にあたっての一言、12巻で描き下ろし漫画、3 - 4巻でアニメのプロデューサー荻野賢、キャラクターデザイナーの北山真理のインタビューが掲載された。
1巻の作者一言では、現在の自分は別物であること、当時思い出として、銀行の支店に通され、支店長からサインをすすめられた後、雑談を交わしたが作品タイトルを間違えられ相槌を2度返した以後のことは覚えていないとの一言を述べている。
北山のインタビューによると、男性読者には戸愚呂（弟）が人気があり、戸愚呂（弟）が描かれたPOPが文庫版の宣伝に使われた、女性の人気が高い鴉が表紙の7巻においては、女性店員による手書きPOPがあちこちの書店で立ったという。
最終巻には「感謝の気持ちを込めての」本編以来の「味わい深い」描き下ろし漫画が掲載された。内容は、腹部に「凶」と書かれたパンダが、口から血を流して倒れている螢子を見て激高し立ち向かって来た幽助の頭を破裂させ、さらに待ち構えていた飛影、蔵馬を一撃で倒すというもので、セリフだけが作品に対する思い入れと今後の創作への抱負、読者への感謝のコメントになっている。なお桑原は最後の一コマで指を突き立てながらの締め括りの挨拶でのみ登場した。
| 巻数 | 発売日         | ISBN              |
| ---- | -------------- | ----------------- |
| 1    | 2010年11月18日 | 978-4-08-619185-2 |
| 2    | 2010年12月15日 | 978-4-08-619186-9 |
| 3    | 2011年1月18日  | 978-4-08-619187-6 |
| 4    | 2011年2月18日  | 978-4-08-619188-3 |
| 5    | 2011年3月18日  | 978-4-08-619189-0 |
| 6    | 2011年4月15日  | 978-4-08-619190-6 |
| 7    | 2011年5月18日  | 978-4-08-619191-3 |
| 8    | 2011年6月17日  | 978-4-08-619192-0 |
| 9    | 2011年7月15日  | 978-4-08-619193-7 |
| 10   | 2011年8月18日  | 978-4-08-619194-4 |
| 11   | 2011年9月16日  | 978-4-08-619195-1 |
| 12   | 2011年10月18日 | 978-4-08-619196-8 |

## 担当編集者
初代の高橋俊昌は、冨樫のデビュー前から担当していた。途中から嶋智之に引き継がれた。
また、次回作の担当である佐々木尚は、本作品終了以降には担当を務めていた。

## 舞台
舞台「幽☆遊☆白書」のタイトルで、2019年8月28日から東京・シアター1010をはじめとした4都市にて上演。脚本・演出は御笠ノ忠次が担当。
第2作目が、舞台「幽☆遊☆白書」其の弐のタイトルで、2020年12月5日から東京・品川プリンスホテル ステラボールをはじめとした3都市にて上演。当初は12月4日に開幕予定だったが、新型コロナウイルス感染症の影響で初日が1日後ろ倒しとなった。脚本は御笠ノ忠次から改名した伊藤栄之進、演出には前回から続ける伊藤の他に加古臨王と荒木宏文が加わった。

### 上演日程
舞台「幽☆遊☆白書」
- 2019年8月28日 - 9月2日 東京・シアター1010
- 同年9月4日 - 8日 大阪・森ノ宮ピロティホール
- 同年9月10日 - 12日 福岡・ももちパレス
- 同年9月20日 - 22日 愛知・一宮市民会館

舞台「幽☆遊☆白書」其の弐
- 2020年12月5日 - 15日 東京・品川プリンスホテル ステラボール
- 同年12月18日 - 20日 大阪・COOL JAPAN PARK OSAKA WWホール
- 同年12月23日 - 30日 京都・京都劇場

### キャスト（舞台）
- 浦飯幽助 - 崎山つばさ
- 桑原和真 - 郷本直也
- 蔵馬 - 鈴木拡樹
- 飛影 - 橋本祥平
- 雪村螢子 - 未来
- 浦飯温子 - 角島美緒（初演のみ）
- ぼたん - 平田裕香
- 剛鬼 - 新田健太（初演のみ）
- 幻海 - エリザベス・マリー
- コエンマ - 荒木宏文
- 朱雀 - 木津つばさ（其の弐のみ）
- 青龍 - 榎木智一（其の弐のみ）
- 雪菜 - 田上真里奈（其の弐のみ）
- 左京 - 荒木健太朗（其の弐のみ）
- 戸愚呂弟 - 片山浩憲（其の弐のみ）
- 戸愚呂兄 - 中河内雅貴（其の弐のみ）

## 実写ドラマ
2023年12月14日より、Netflixにて世界190か国向けに配信。主演は北村匠海。

### キャスト（実写ドラマ）
- 浦飯幽助 - 北村匠海[79]
- 桑原和真 - 上杉柊平[80]
- 蔵馬 - 志尊淳[81]
- 飛影 - 本郷奏多[82]
- 雪村螢子 - 白石聖[83]
- ぼたん - 古川琴音[83]
- 雪菜 - 見上愛[83]
- 鴉 - 清水尋也[83]
- コエンマ - 町田啓太[83]
- 幻海 - 梶芽衣子[83]
- 左京 - 稲垣吾郎[83]
- 戸愚呂兄弟 - 滝藤賢一（兄）・綾野剛（弟）[83]
- 浦飯温子 - 伊藤歩[84]
- 剛鬼 - 勝矢[85]
- 武威 - 荒井敦史[84]
- 垂金権造 - 春海四方[86]
- 運転手 - 野添義弘
- マサル - 森優理斗[87]
- マサルの母親 - 肘井ミカ[88]
- 岩本 - 蔵原健[89]
- 桐野 - 佐久本宝[90]
- 沢村 - 東景一朗[91]
- 桐島 - 中谷太郎[92]
- 大久保 - 福田航也[93]
- 加藤 - 市川理矩[94]
- 螢子の父 - 嶋村太一[95]
- 螢子の母 - 藤倉みのり[96]
- 志保利 - 相築あきこ[97]
- 筒井 - 青木健[98]
- 村瀬 - 大河内浩
- 猿渡 - 金山一彦
- 神楽坂 - 明樂哲典
- 廣岡 - 廣田高志

### スタッフ
- 原作 - 冨樫義博『幽☆遊☆白書』（ジャンプ・コミックス刊）[13]
- 脚本 - 三嶋龍朗[79]
- 監督 - 月川翔[79]
- 音楽 - やまだ豊
- VFXスーパーバイザー - 坂口亮（Scanline VFX）[13]
- エグゼクティブ・プロデューサー - 坂本和隆（Netflix）[13]
- プロデューサー - 森井輝[79]
- 制作協力 - THE SEVEN[13]
- 制作プロダクション - ROBOT[13]
- 企画・製作 - Netflix[13]